# 苏珊·卡瓦略
苏珊·卡瓦略（葡萄牙語：Suzane Carvalho，1963年12月26日里约热内卢—）是一名巴西賽車手和演員。1992年，她贏得了南美三級方程式B級錦標賽，成為第一位也是唯一一位贏得三級方程式錦標賽的女性，被收入吉尼斯世界纪录。